# Frankfurter Anstand
Im so genannten Frankfurter Anstand vom 19. April 1539 wurde der Nürnberger Anstand von 1532 bekräftigt und erweitert, der den Status quo zwischen Protestanten und Katholiken im Reich sichern sollte.
Aufgrund einer drohenden protestantischen antihabsburgischen Koalition des Schmalkaldischen Bundes mit Dänemark und Frankreich und der Türkengefahr entschied sich Kaiser Karl V. zu einer versöhnlicheren Religionspolitik und unterzeichnete am 19. April 1539 den Frankfurter Anstand. Dieser zunächst auf sechs Monate angelegte einstweilige Religionsfrieden sistierte die Prozesse gegen Protestanten am Reichskammergericht, die wegen der Säkularisation von Kirchengut verklagt waren. Unter der Bedingung, kein weiteres Kirchengut zu säkularisieren, keine neuen Mitglieder in den Schmalkaldischen Bund aufzunehmen und dem Kaiser Hilfe gegen die Osmanen zu leisten., versprach der Kaiser, keine neuen Mitglieder in den katholischen Nürnberger Bund aufzunehmen. Darüber hinaus wurde ein Religionsgespräch zwischen den Theologen und Laien der katholischen und evangelischen Konfessionen vereinbart, zu dem es tatsächlich 1540 im Hagenauer Religionsgespräch kam.